# Ooencyrtus gravis
Ooencyrtus gravis är en stekelart som först beskrevs av Christian Gottfried Daniel Nees von Esenbeck 1834.  Ooencyrtus gravis ingår i släktet Ooencyrtus och familjen sköldlussteklar. Inga underarter finns listade i Catalogue of Life.